# Leonora Kastiljska, kraljica Navare
Leonora Kastiljska (španjolski: Leonor de Castilla) (15. st.) bila je kastiljska infanta koja je postala navarskom kraljicom. 
Kći Henrika II., kralja Kastilje i kraljice Ivane Manuel, Leonora je bila nazvana po baki.
Godine 1373., Leonora je u Burgosu zaručena za budućeg Karla III. Navarskog. Karlo se oženio Leonorom u Soriji 1375. godine; Henrik II. vjerojatno je darovao kćeri imanje kao miraz.
Dok je Karlo bio odsutan, Leonora je djelovala kao regentica, što se dogodilo nekoliko puta. Čini se da je Leonorin brak bio skladan, a veza s mužem se „popravila“ nakon rođenja sina. Dana 3. lipnja 1403., Leonora je okrunjena u Pamploni. Suprug Karlo izbivao je u Francuskoj, prepustivši vlast Leonori – kraljica se trudila poboljšati odnos Navare i Kastilje.
Karlova i Leonorina djeca:
- Ivana Navarska (regentica)
- Marija Navarska
- Blanka I., očeva nasljednica
- Beatricija Navarska, grofica La Marchea
- kći
- Izabela Navarska, grofica Armagnaca
- Karlo
- Luj
- Margareta